# Raïon de Doubenki
Le raïon de Doubenki (en russe : Дубёнский райо́н, en erzya:Тумобуе, Tumobuje, en moksha: Дубёнкань аймак, Dubönkań ajmak) est un raïon de la république de Mordovie, en Russie.

## Géographie
D'une superficie de 896,9 km2, le raïon de Doubenki est situé au nord-est de la république de Mordovie .
Le chef-lieu est le village de Doubenki.
Le raïon de Doubenki est situé dans la partie orientale de la république de Mordovie.
Il borde le raïon de Bolchie Berezniki au sud-ouest, le raïon de Tchamzinka à l'ouest et le raïon d'Atiachevo au nord, ainsi que l'oblast d'Oulianovsk à l'est.
Le paysage du raïon de Doubenki est marqué par la vallée de la rivière  Soura.
Les minéraux extrait comprennent l'argile, le sable, le gravier et le grès.
Les habitants sont principalement des erzas, des russes et des tatars.
La principale activité économique du raïon est l'agriculture, qui produit des céréales, des pommes de terre, de la viande, du lait et de la laine.
Le village de Doubenki abrite une entreprise industrielle.
Le journal local est Novaja žizn.

## Démographie
La population du raïon de Doubenki a évolué comme suit:
| 1970   | 1979   | 1989   | 2002   | 2009   |
| ------ | ------ | ------ | ------ | ------ |
| 24 997 | 21 109 | 18 683 | 16 366 | 14 044 |

| 2011   | 2015   | 2020   | - | - |
| ------ | ------ | ------ | - | - |
| 13 741 | 12 516 | 10 978 | - | - |

## Galerie

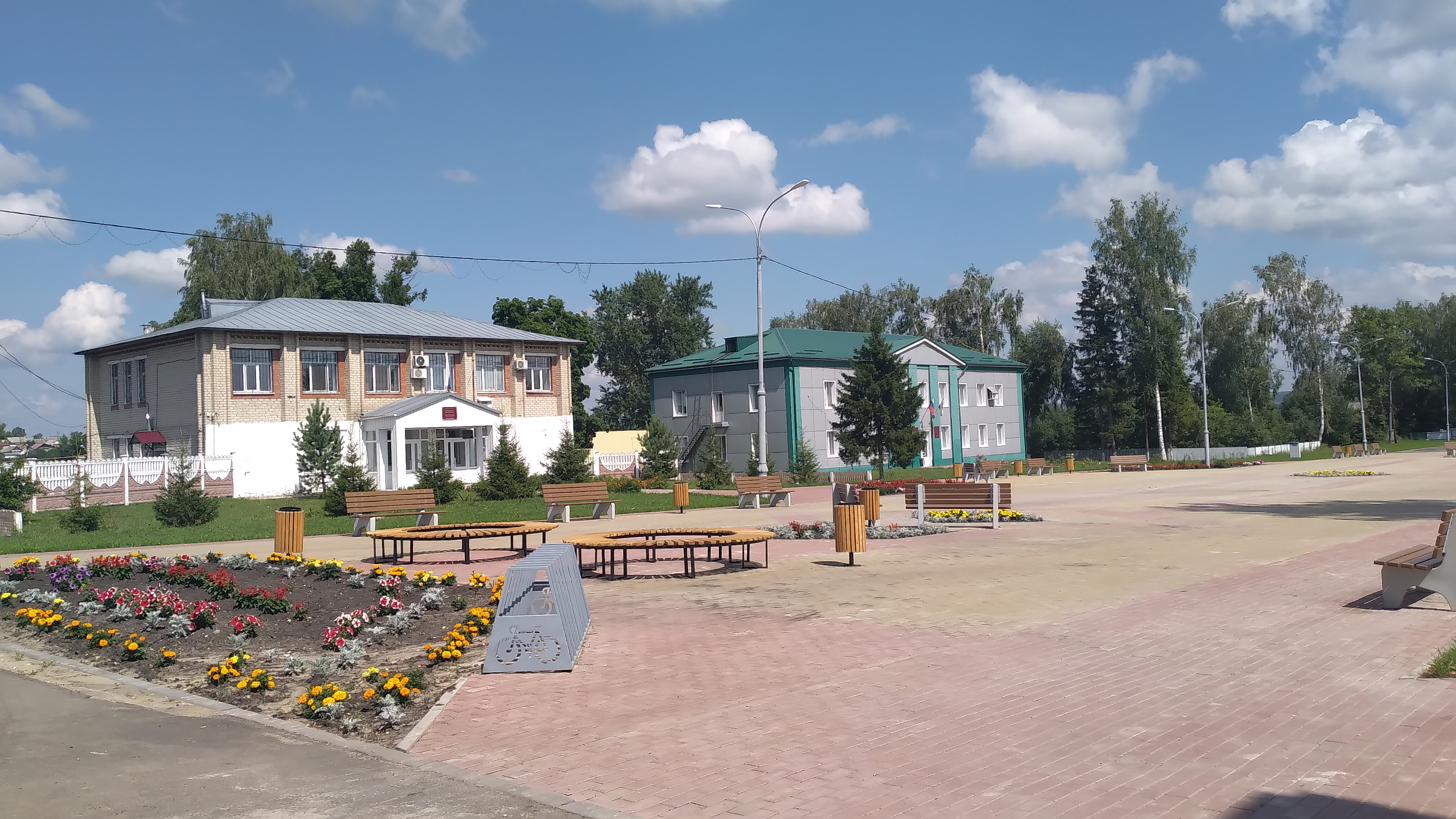
Rue principale de Doubenki.
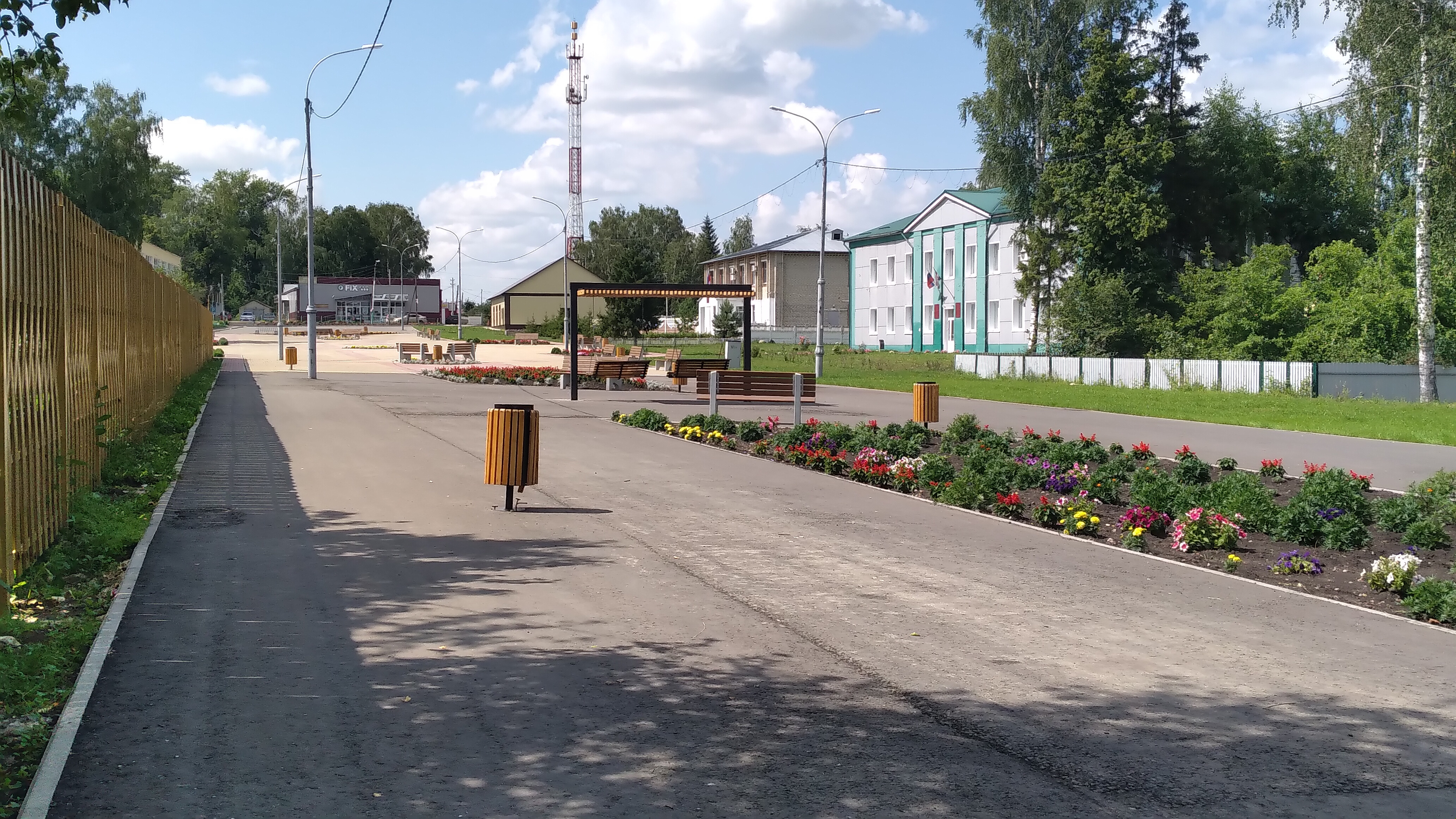
Rue principale de Doubenki.
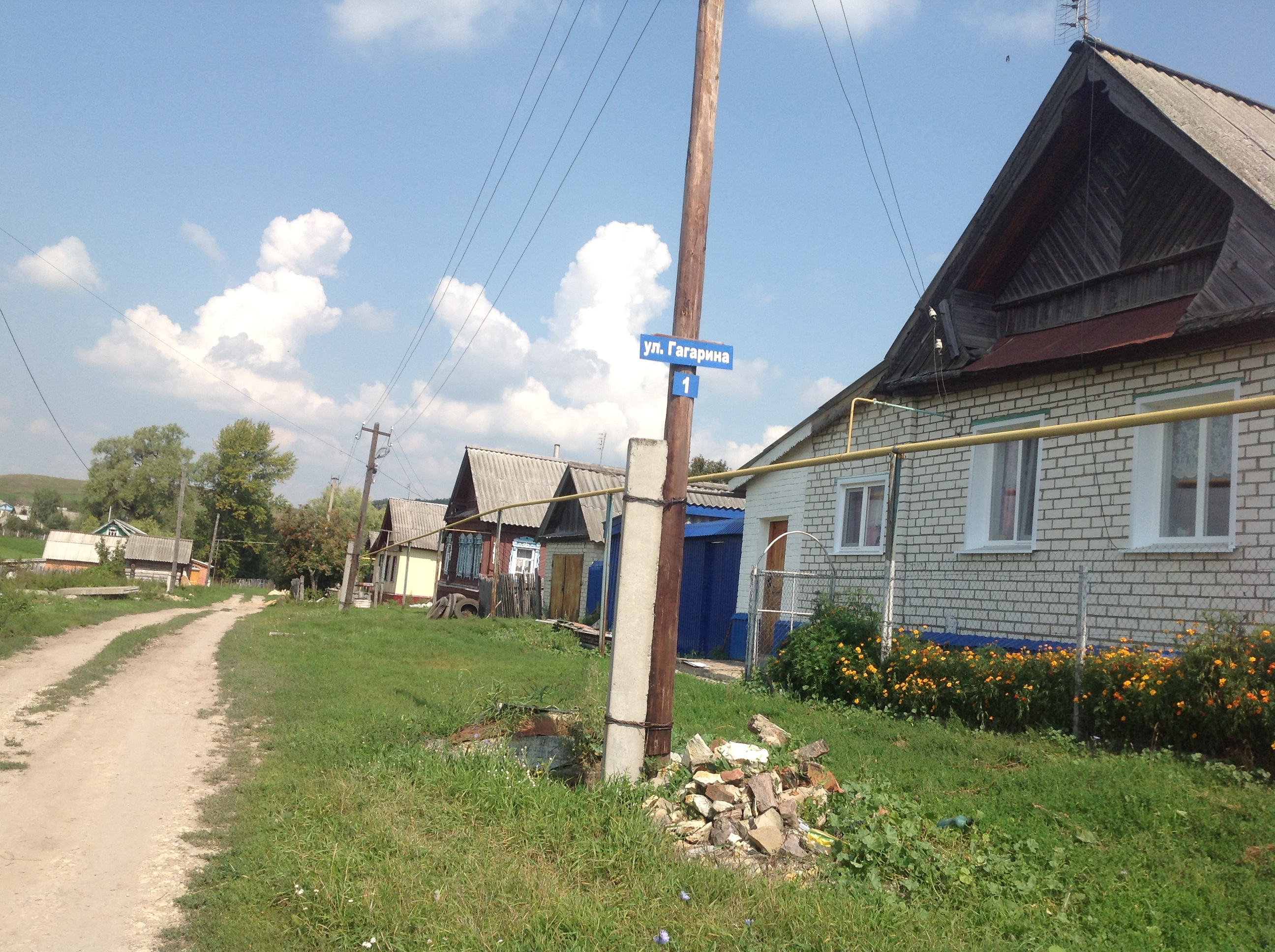
Village de Tchindyanovo.